# Сан Касијано (Лече)
Сан Касијано (итал. San Cassiano) је насеље у Италији у округу Лече, региону Апулија.
Према процени из 2011. у насељу је живело 2053 становника. Насеље се налази на надморској висини од 91 м.

## Становништво
Према резултатима пописа становништва 2011. у општини је живело 2.105 становника.
| 1931. | 1936. | 1951. | 1961. | 1971. | 1981. | 1991. | 2001. | 2011. |
| ----- | ----- | ----- | ----- | ----- | ----- | ----- | ----- | ----- |
| 1.454 | 1.497 | 1.809 | 1.847 | 1.993 | 2.184 | 2.263 | 2.223 | 2.105 |